# Boeing X-40
Boeing X-40A Space Maneuver Vehicle là một mẫu thử nghiệm cho phương tiện phóng tái sử dụng được X-37 Future-X.

## Tính năng kỹ chiến thuật (X-40)
Đặc điểm tổng quát
- Kíp lái: 0
- Chiều dài: 6,5 m (21 ft)
- Sải cánh: 3,5 m (11 ft)
- Chiều cao: 2,3 m (7,5 ft)
- Trọng lượng rỗng: 2.500 lbs (1.100 kg)
- Trọng tải có ích: 1.200 lbs (540 kg)

 Hiệu suất bay 
- Vận tốc cực đại: 480 km/h (300 mph)

Hệ thống điện tử

Hệ thống GPS/INS (SIGI) Honeywell 12 kênh